# Trein Vuur Dageraad
Trein vuur dageraad is een studioalbum van Spinvis. Het album is grotendeels opgenomen in Nieuwegein, aanvullende opnamen vonden plaats in Studio Moskou in Utrecht en Studio Walla Amsterdam. Het melancholieke album werd binnen de Nederlandse pers goed onthaald. De titel, te horen in de inleiding Ergens toen ("Jij bent de trein het vuur de dageraad"), zijn drie losse woorden, die hij in het verleden had ingesproken in zijn telefoon, omdat hij ze toen mooi vond. Ze verwijzen naar veranderend uitzicht (trein is leven), gevaar (van vuur) en hoop (dageraad). Erik de Jong, enig lid van Spinvis organiseerde rondom de uitgave van het album een theatertournee. Doordat het album wat op zich liet wachten door laatste ingevingen en verbeteringen, begon de tournee toen het album er nog niet was.

## Muziek
| Nr. | Titel                  | Duur |
| --- | ---------------------- | ---- |
| 1.  | Ergens toen            | 0:43 |
| 2.  | Hallo, maandag         | 4:27 |
| 3.  | Van de bruid en de zee | 4:29 |
| 4.  | Artis                  | 3:55 |
| 5.  | Tienduizend zwaluwen   | 3:38 |
| 6.  | Stefan en Lisette      | 7:05 |
| 7.  | Nachtwinkel            | 2;28 |
| 8.  | De kleine symfonie     | 4:59 |
| 9.  | Dageraadplein          | 3:01 |
| 10. | Alles is               | 4:02 |
| 11. | Wat blijft             | 2:31 |
| 12. | Trein vuur dageraad    | 6:58 |
| 13. | Hij danst              | 2:45 |
| 14. | Serenade               | 1:11 |

Het album kwam op 6 mei 2017 binnen op plaats 5 in zowel de Album Top 100 als de Vlaamse Ultratop 200, waarna de volgende weken het album langzaam wegzakte.